# Preuß-Höhle
Die Preuß-Höhle (auch Preußhöhle) ist eine Karsthöhle im mitteldevonischen Massenkalk (Givet-Stufe) südlich der Ortschaft Balve-Sanssouci in Nordrhein-Westfalen.
Die Höhle befindet sich in der Westflanke des Hönnetals in einer circa 70 Meter langen Felswand auf etwa 235 m ü. NHN. Sie ist circa 150 Meter lang.
In der Höhle befinden sich Kalksinterbildungen. In einem hinteren sehr schmalen Gang, der früher vermauert war, finden sich beeindruckende Stalaktiten.
Im Zweiten Weltkrieg wurde direkt hinter dem Eingang ein größerer Raum aus dem Massiv herausgesprengt. Dieser Raum sollte der Bevölkerung als Luftschutzraum dienen. Der Eingangsbereich, der eine Höhe und Breite von je 2 Meter hat, wurde damals durch eine Eisentür, die eingemauert war, verschlossen.
Die Höhle befand sich 1967 im Besitz der Rheinisch-Westfälischen Kalkwerke, Betriebsabteilung Hönnetal. Im September 2013 wurde die Preuß-Höhle als schützenswertes Geotop im Geotopkataster des Landes Nordrhein-Westfalen eingetragen.